# Desmond Blue
Desmond Blue es el segundo álbum de estudio del saxofonista estadounidense Paul Desmond, publicado en 1962 por RCA Victor. El álbum fue producido por George Avakian, quien había trabajado con Desmond en Columbia Records (cuando Desmond era parte del Dave Brubeck Quartet). Avakian dejó Columbia en 1958 para unirse a la recién formada Warner Bros. Records, donde produjo el álbum anterior de Desmond, First Place Again. Al unirse a RCA Victor en 1960, Avakian una vez más reclutó a Desmond para su sello y produjo los seis álbumes que Desmond grabó para RCA Victor como líder. Desmond Blue también fue el primer álbum en solitario de Desmond en presentar al saxofonista en un entorno orquestal. RCA reeditó el álbum en 1978 como Paul Desmond - Pure Gold Jazz. Desmond volvió al formato orquestal más adelante en la década, cuando firmó con CTI Records y grabó Summertime.

## Recepción de la crítica
Shawn M. Haney, escribiendo para AllMusic, le otorgó una calificación de 3 estrellas sobre 5 y declaró: “El estilo y el tono de Desmond brillan con una cualidad seductora, y el disco está lleno de melodías que no dejan de estimular al sofisticado oyente de jazz”. Él también elogió las melodías “elocuentemente detalladas y encantadoramente hiladas” de Desmond.

## Lista de canciones
| Lado uno |                              |                             |                          |          |  |
| N.º      | Título                       | Escritor(es)                | Fecha de grabación       | Duración |  |
| 1.       | «My Funny Valentine»         | Richard Rodgers Lorenz Hart | 13 de septiembre de 1961 |          |  |
| 2.       | «Desmond Blue»               | Paul Desmond                | 2 de octubre de 1961     |          |  |
| 3.       | «Then I'll Be Tired of You»  | Arthur Schwartz Yip Harburg | 2 de octubre de 1961     |          |  |
| 4.       | «I've Got You Under My Skin» | Cole Porter                 | 2 de octubre de 1961     |          |  |
| 5.       | «Late Lament»                | Desmond                     | 28 de septiembre de 1961 |          |  |

| Lado dos |                        |                                                    |                          |          |  |
| N.º      | Título                 | Escritor(es)                                       | Fecha de grabación       | Duración |  |
| 1.       | «I Should Care»        | Axel Stordahl Paul Weston Sammy Cahn               | 28 de septiembre de 1961 |          |  |
| 2.       | «Like Someone in Love» | Jimmy Van Heusen Johnny Burke                      | 28 de septiembre de 1961 |          |  |
| 3.       | «Ill Wind»             | Harold Arlen Ted Koehler                           | 2 de octubre de 1961     |          |  |
| 4.       | «Body and Soul»        | Johnny Green Frank Eyton Edward Heyman Robert Sour | 2 de octubre de 1961     |          |  |